# Christine Joblin
Christine Joblin est une chercheuse en astrophysique, directrice de recherche au CNRS. Ses recherches portent sur l’astronomie, la physique et la chimie. Elle étudie le cycle des plus fins constituants de la matière cosmique à travers l'observation et les expériences en laboratoire. Elle a précisé les propriétés des hydrocarbures aromatiques polycycliques (HAP) dans le milieu interstellaire et les environnements stellaires. 

## Biographie
Après un doctorat en astrophysique et techniques spatiales de l’Université Paris VII en 1992, elle a consacré sa thèse aux molécules polycycliques aromatiques hydrogénées (PAH) interstellaires. L’année suivante, elle part pour un séjour post-doctoral de trois ans au NASA Ames Research Center en Californie. 
En 1995, elle intègre le Centre d’étude spatiale des rayonnements de Toulouse. Elle y met en place le dispositif expérimental PIRENEA (Piège à ions pour la recherche et l'étude de nouvelles espèces astrochimiques) dédié à l’étude de la physico-chimie des macromolécules et nanograins en ambiance interstellaire, projet pour lequel elle obtient le prix de la société française d'astronomie et d'astrophysique en 2001.
Elle est directrice de recherche à l'Institut de recherche en astrophysique et planétologie (IRAP).
Elle a démontré avec Olivier Berné et Giacomo Mulas l’existence de grandes molécules carbonées en phase gazeuse dans les environnements cosmiques et proposé un scénario de formation et d’évolution des HAP. Elle est actuellement co-responsable avec deux collaborateurs espagnols de l'ICMM-Madrid, du projet Synergy Nanocosmos, qui a obtenu un financement du Conseil européen de la recherche. Ce travail s'appuie sur une meilleure compréhension des propriétés fondamentales des grandes molécules carbonées. Il s'inscrit dans une approche multi- et inter-disciplinaire impliquant astrophysiciens, physiciens et physico-chimistes, approche qu'elle a soutenu par son engagement dans le programme national de l'INSU-AA « Physique et Chimie du Milieu Interstellaire » dont elle a assuré la présidence de 2006 à 2014.
En 2019, elle créé une bande-dessinée en anglais intitulée Estrella dessinée par Lorenzo Palloni dans le cadre du projet du Conseil européen de la recherche pour rendre plus accessibles des sujets de recherches complexes.

## Récompenses et distinctions
- 2001 : Prix jeune chercheur de la société française d’astronomie et d’astrophysique[3]
- 2013 : Synergy Grant de l’European Research Council pour le projet Nanocosmos
- 2015 : Lauréate de la médaille d'argent du CNRS[7]
- 2016 : chevalier de l'ordre national de la légion d'honneur[8]
- 2020 : Prix Huy Duong Bui de l'Académie des sciences.

## Publications
- Spectroscopie de molecules aromatiques.Test du modele pah en astrophysique, 1992 (thèse)